# Калиакренски игловръх
Калиакренският игловръх (Alyssum caliacrae) е вид растения от семейство Кръстоцветни (Brassicaceae).
Таксонът е описан за пръв път от Ерасмус Юлиус Нярад през 1927 година.